# Thamnolaea semirufa
Thamnolaea semirufa là một loài chim trong họ Muscicapidae.